# Nasser Al-Khelaïfi
Nasser Al-Ghanim Khelaïfi - em árabe, ناصر الخليفي (Catar, 12 de novembro de 1973) é um empresário e ex-tenista catariano. Atualmente é o presidente do Paris Saint-Germain.
Ele é o atual CEO da QSI (Qatar Sports Investments), fundo de investimentos vinculado ao governo do Catar, presidente da Federação de Tênis do Catar (QTF) e vice-presidente da Federação Asiática de Tênis (ATF). Também foi diretor da Al Jazeera em 2006, porém ficou mais conhecido em 2011 quando a QSI comprou o clube francês Paris Saint-Germain, e Al-Khelaïfi tornou-se presidente do clube. Entre 2011 e 2013 teve Leonardo como seu braço direito no clube. O brasileiro deixou a equipe em 2013, mas retornou em junho de 2019.

## Biografia
Al-Khelaïfi se formou na Universidade do Catar e é uma pessoa próxima ao Emir, o xeique Tamim bin Hamad al-Thani, chefe do fundo de riqueza soberana Autoridade de Investimento do Catar.
Em fevereiro de 2012, ele ganhou um prêmio francês 'Sport Business', recebendo mais de 1.500 votos e terminando na frente de nove pessoas.
A sua crescente influência no esporte foi reconhecida em 2015, quando foi coroado o presidente favorito da Ligue 1. Em uma pesquisa realizada pela France Football, com 35% dos votos expressos. Em 2016, o título esportivo francês L'Equipe o chamou de "homem mais poderoso do futebol francês" em uma lista de 30 homens, à frente de indivíduos notáveis como Didier Deschamps e Zinédine Zidane.

## Carreira
Apaixonado por esportes, foi tenista profissional entre 1992 e 2003. Seu recorde no circuito profissional relatou 32 vitórias e 82 derrotas. É classificado nos singles ATP em 1996 e 2002, chegando a 995º lugar no final deste ano. Seu compatriota Sultan Khalfan Al-Alawi, no entanto, tem um melhor ranking ATP (950º). Sua classificação francesa é 2/6.
Ele representou o Catar na Copa Davis por 10 anos (1992-2002), com um recorde de 24 vitórias e 47 derrotas. Ele evoluiu principalmente no Grupo III, mas fez uma breve incursão no Grupo II em 1995, quando ele jogou contra o Uzbequistão e Irã, e 1998 e 1999 contra Oceania, Indonésia e Taiwan.
Em 1993, tornou-se o primeiro tenista do Catar que disputou o torneio ATP de Doha. Combinado com o russo Andrei Tcherkasov, ele perdeu na primeira rodada em duplas. Em 1996, ele jogou sua primeira partida de simples em Sankt Pölten contra o número 2 do tempo, o austríaco Thomas Muster. Convidado pelos organizadores, ele naturalmente perdeu o jogo (6-0, 6-1). Tendo participado sete vezes na fase de qualificação do torneio de Doha, recebeu em 2002 um wild card para o sorteio principal, onde ele perdeu para o uzbeque Oleg Ogorodov (6-1, 6-2). Ele também participou na fase de qualificação para o Open in Dubai em 1993, bem como oito torneios ITF Turquia, Bulgária e Kuwait em particular.
Nasser Al-Khelaifi é atualmente presidente da Federação de Tênis do Catar.
Após a aquisição do clube Paris Saint-Germain (PSG) pela QSI, Al-Khelaïfi tornou-se o novo presidente e diretor executivo do PSG em outubro de 2011. Pouco depois de ser nomeado presidente, ele apresentou um plano de cinco anos para levar o clube ao topo do futebol na França e no exterior. Como parte do plano de longo prazo, Al-Khelaïfi nomeou o brasileiro Leonardo como novo diretor de futebol.
Em junho de 2012, a QSI também adquiriu o Paris Handball Club e fundou-o com a franquia de esporte do PSG para criar uma oferta esportiva mais ampla e competitiva para a cidade de Paris.

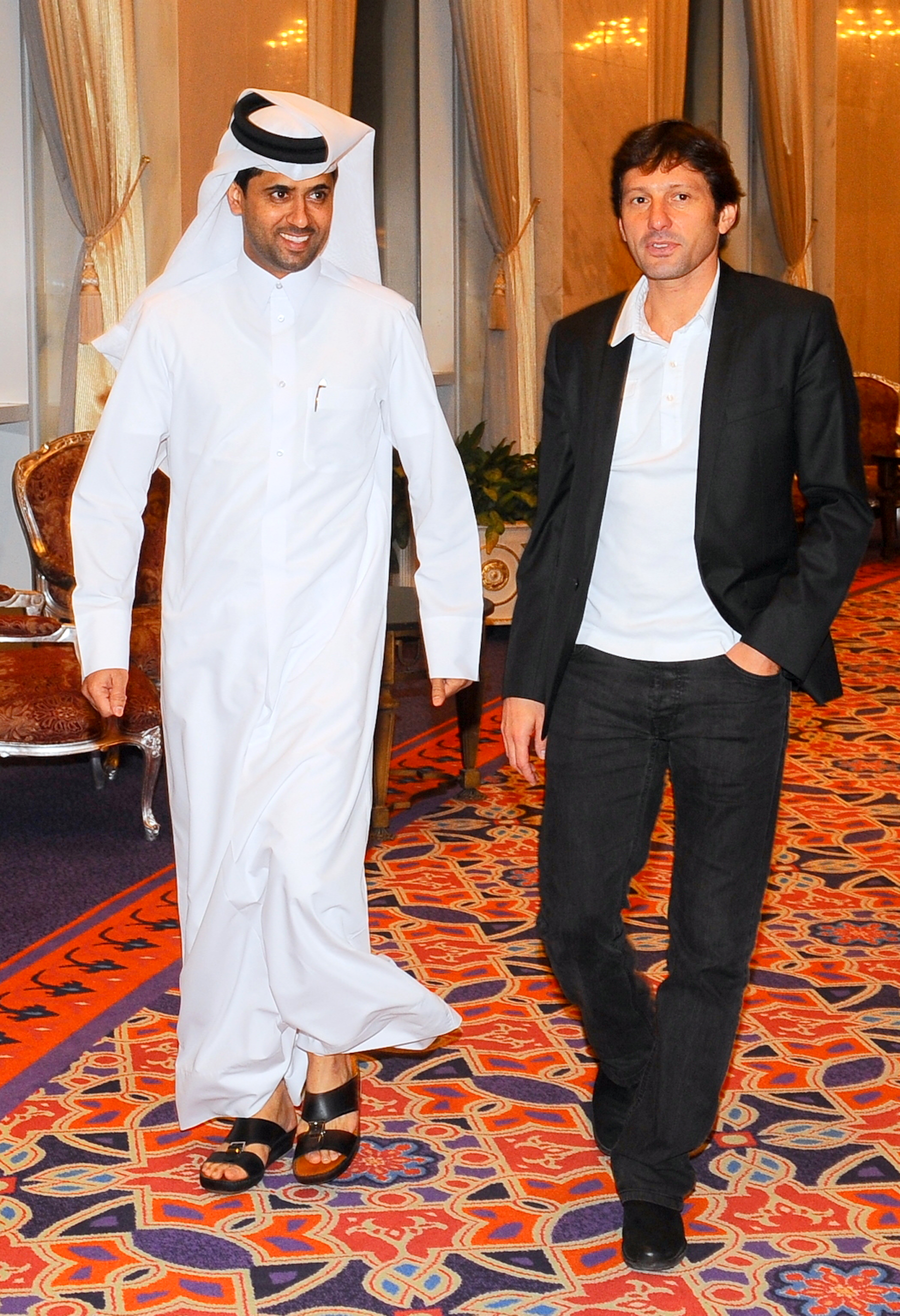
Nasser Al-Khelaïfi com Leonardo

## Paris Saint-Germain
Em 2011, a Autoridade de Investimento do Catar ("QIA"), através de sua subsidiária QSI, comprou 100% do PSG. A QSI tornou-se oficialmente dona do Paris Saint-Germain, e Nasser Al-Khelaïfi apresentou um projeto de cinco anos para tornar o PSG em um grande clube na Europa, e consequentemente no exterior.
Al-Khelaïfi tornou-se o novo presidente do Paris Saint-Germain em outubro, e logo trouxe o ex-futebolista e treinador Leonardo para ser o novo diretor de futebol da equipe francesa. Além disso, tentou contratar os atacantes Alexandre Pato e Carlos Tévez, sem sucesso. Embora Al-Khelaïfi esperasse uma brilhante temporada em 2011–12, o PSG logo foi eliminado na Liga Europa e na Copa da França. Apesar de gastar mais de 132 milhões de dólares em jogadores, o PSG conseguiu perder o título da Ligue 1 para o modesto Montpellier. Na temporada 2012–13 foi eliminado novamente da Copa da França, desta vez para o Évian, nos pênaltis, mas sagrou-se campeão da Ligue 1.

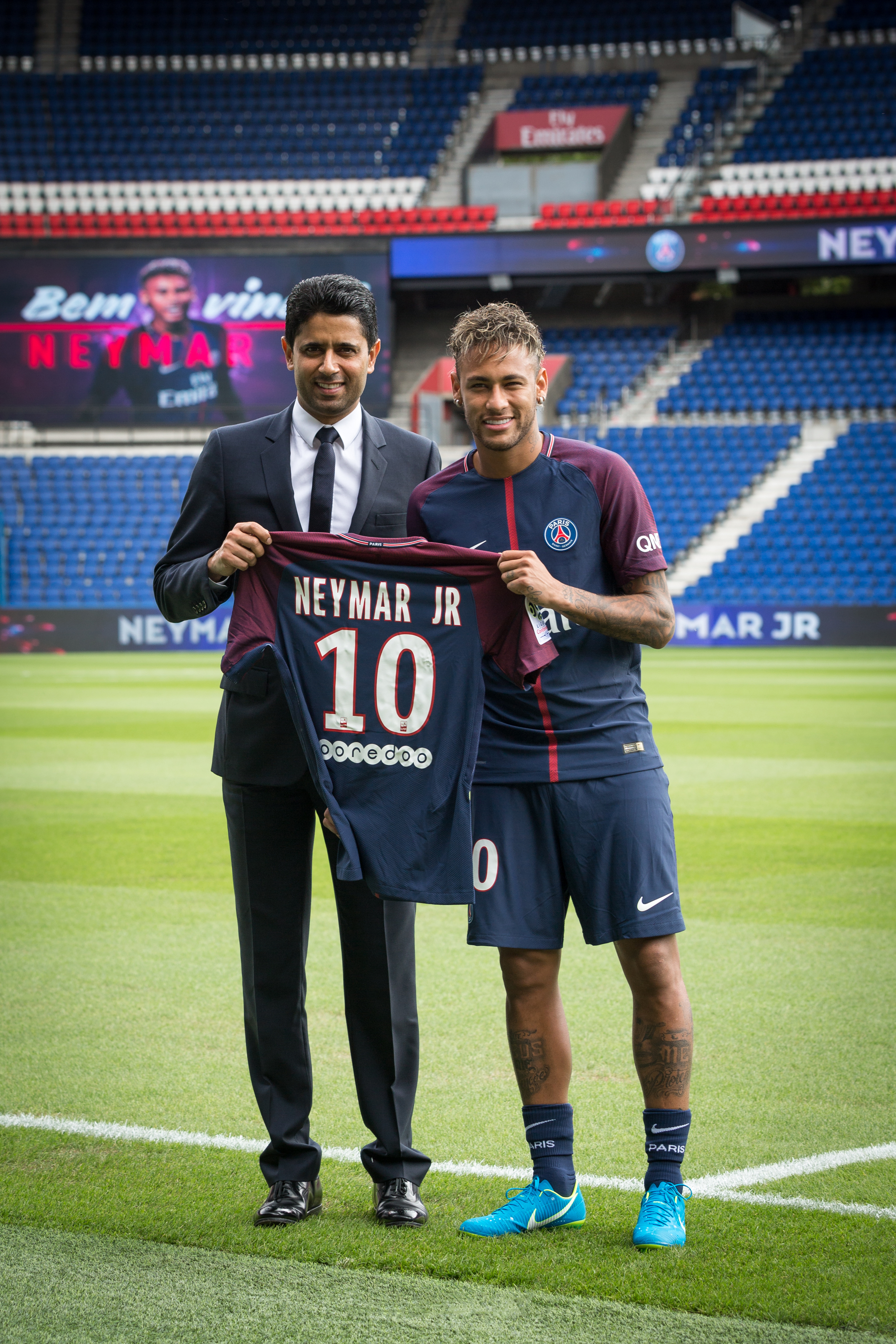
Neymar e Nasser Al-Khelaïfi durante sua apresentação no PSG em 2017

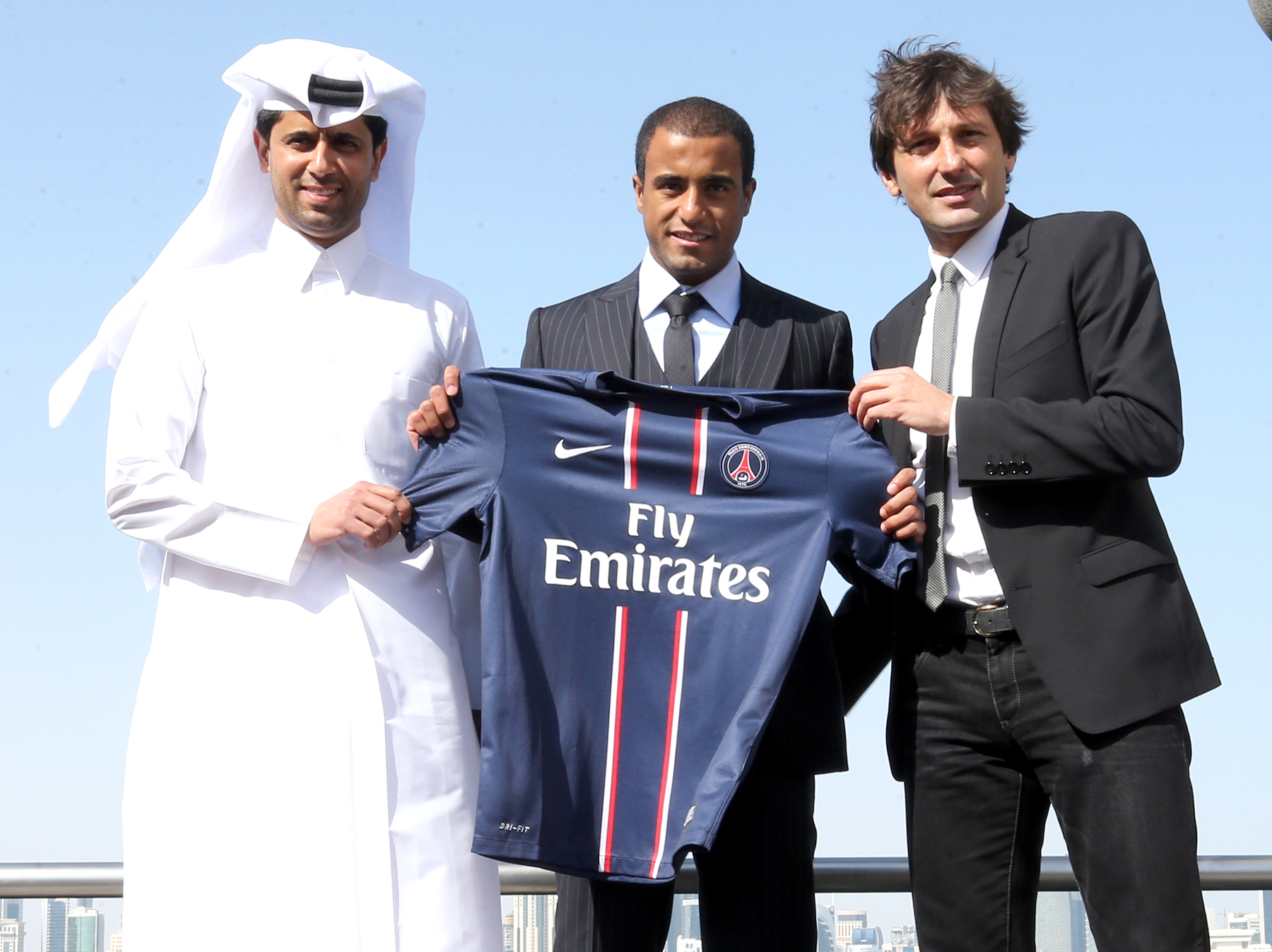
Lucas, sétima contratação mais cara do clube, durante a sua apresentação em 2012

### Contratações
| #   | Jogadores          | Equipes             | Preços (€ milhões) | Ano  | Fonte  |
| --- | ------------------ | ------------------- | ------------------ | ---- | ------ |
| 1.  | Neymar             | Barcelona           | 222.0              | 2017 | [ 18 ] |
| 2.  | Kylian Mbappé      | Monaco              | 180.0              | 2017 | [ 19 ] |
| 3.  | Edinson Cavani     | Napoli              | 64.0               | 2013 | [ 20 ] |
| 4.  | Ángel Di María     | Manchester United   | 63.0               | 2015 | [ 21 ] |
| 5.  | Mauro Icardi       | Internazionale      | 50.0               | 2020 | [ 22 ] |
| 6.  | David Luiz         | Chelsea             | 50.0               | 2014 | [ 23 ] |
| 7.  | Lucas              | São Paulo           | 45.0               | 2012 | [ 24 ] |
| 8.  | Javier Pastore     | Palermo             | 42.0               | 2011 | [ 25 ] |
| 9.  | Thiago Silva       | Milan               | 42.0               | 2012 | [ 26 ] |
| 10. | Julian Draxler     | Wolfsburg           | 36.0               | 2016 | [ 27 ] |
| 11. | Marquinhos         | Roma                | 31.4               | 2013 | [ 28 ] |
| 12. | Gonçalo Guedes     | Benfica             | 30.0               | 2017 | [ 29 ] |
| 13. | Ezequiel Lavezzi   | Napoli              | 26.0               | 2012 | [ 30 ] |
| 14. | Yohan Cabaye       | Newcastle           | 25.0               | 2014 | [ 31 ] |
| 15. | Layvin Kurzawa     | Monaco              | 24.0               | 2015 | [ 32 ] |
| 16. | Zlatan Ibrahimović | Milan               | 20.0               | 2012 | [ 33 ] |
| 17. | Lucas Digne        | Lille               | 15.0               | 2013 | [ 34 ] |
| 18. | Marco Verratti     | Pescara             | 12.0               | 2012 | [ 35 ] |
| 19. | Kevin Gameiro      | Lorient             | 11.0               | 2011 | [ 36 ] |
| 20. | Thiago Motta       | Internazionale      | 10.0               | 2012 | [ 37 ] |
| 21. | Jérémy Ménez       | Roma                | 9.0                | 2011 | [ 38 ] |
| 22. | Kevin Trapp        | Eintracht Frankfurt | 9.0                | 2015 |        |
| 23. | Mohamed Sissoko    | Juventus            | 8.0                | 2011 | [ 39 ] |
| 24. | Blaise Matuidi     | Saint-Étienne       | 7.5                | 2011 | [ 40 ] |
| 25. | Benjamin Stambouli | Tottenham           | 6.0                | 2015 | [ 41 ] |
| 26. | Alex               | Chelsea             | 5.0                | 2012 | [ 42 ] |
| 27. | Milan Biševac      | Valenciennes        | 4.0                | 2011 | [ 43 ] |
| 28. | Maxwell            | Barcelona           | 4.0                | 2012 | [ 44 ] |
| 29. | Salvatore Sirigu   | Palermo             | 3.5                | 2011 | [ 45 ] |
| 30. | Diego Lugano       | Fenerbahçe          | 3.0                | 2011 | [ 46 ] |